# ТИ В ЗСУ
«ТИ В ЗСУ» - телепроект Військового телебачення України про 801-й окремий підводний протидиверсійний загін ВМС. В ньому військовий журналіст Данило Панасюк показує роботу секретного підрозділу та на собі випробував основну роботу спецпризначенців, серед якої занурення під воду. Телепроект має на меті розповісти про найрізноманітніші підрозділи Збройних сил України, привернути увагу молодого покоління, рекрутинг новобранців. 
Телепроект «ТИ В ЗСУ» також транслювали на 24 Каналі та українському медіасервісі MEGOGO.

## Ведучий
Панасюк Данило - військовий журналіст, автор та ведучий проекту "ТИ В ЗСУ" .